# Primeira Divisão 1976-77
La Primeira Divisão 1976/77 fue la 43.ª edición de la máxima categoría de fútbol en Portugal. Benfica ganó su 23° título. El goleador fue Fernando Gomes del Porto con 26 goles.

## Tabla de posiciones
|    | Clasificación        | Pts. | PJ | PG | PE | PP | GF | GC |
| -- | -------------------- | ---- | -- | -- | -- | -- | -- | -- |
| 1  | Benfica              | 51   | 30 | 23 | 5  | 2  | 67 | 24 |
| 2  | Sporting de Portugal | 42   | 30 | 17 | 8  | 5  | 59 | 26 |
| 3  | Porto                | 41   | 30 | 18 | 5  | 7  | 72 | 27 |
| 4  | Boavista             | 34   | 30 | 13 | 8  | 9  | 41 | 33 |
| 5  | Académica de Coimbra | 34   | 30 | 14 | 6  | 10 | 29 | 25 |
| 6  | Vitória Setúbal      | 32   | 30 | 13 | 6  | 11 | 47 | 46 |
| 7  | Varzim               | 31   | 30 | 10 | 11 | 9  | 36 | 36 |
| 8  | Braga                | 29   | 30 | 10 | 9  | 11 | 36 | 36 |
| 9  | Vitória Guimarães    | 26   | 30 | 10 | 6  | 14 | 39 | 38 |
| 10 | Belenenses           | 26   | 30 | 7  | 12 | 11 | 29 | 40 |
| 11 | Estoril-Praia        | 25   | 30 | 6  | 13 | 11 | 26 | 36 |
| 12 | Portimonense         | 25   | 30 | 8  | 9  | 13 | 34 | 46 |
| 13 | Beira Mar            | 23   | 30 | 7  | 9  | 14 | 33 | 57 |
| 14 | Montijo              | 23   | 30 | 7  | 9  | 14 | 30 | 47 |
| 15 | Leixões              | 23   | 30 | 4  | 15 | 11 | 15 | 31 |
| 16 | Atlético CP          | 15   | 30 | 3  | 9  | 18 | 23 | 68 |

|  | Clasificado para la Copa de Europa 1977-78   |
|  | Clasificado para la Recopa de Europa 1977-78 |
|  | Clasificado para la Copa de la UEFA 1977-78  |
|  | Descenso a la Segunda Divisão                |

|                            |
| Campeón Benfica 23° título |